# Nanofiltrace
Nanofiltrace, také nazývána jako nízkotlaká reverzní osmóza nebo membránové změkčování, leží na rozhraní mezi reverzní osmózou a ultrafiltrací. Původně byly nanofiltrační membrány vyvinuty za účelem odstraňování polyvalentních iontů (Ca2+, Mg2+) při změkčovacích procesech, později začala být nanofiltrace využívána pro zachycování organických látek.
Od reverzní osmózy se nanofiltrace liší např. tím, že ji lze provozovat při nižších tlacích s výrazně vyšším tokem permeátu vztaženým na jednotku plochy membrány. Zásadní odlišení však spočívá ve schopnosti nanofiltračních membrán selektivně zachycovat polyvalentní ionty.
Pracovní tlaky užívané v nanofiltraci se pohybují v rozmezí od 0,5 do 1,5 MPa.